# Chris Rankin
Christopher William Rankin (* 8. November 1983 in Auckland, Neuseeland) ist ein neuseeländisch-britischer Schauspieler. Bekannt wurde er durch seine Rolle als Percy Weasley in der Harry-Potter-Filmreihe. 

## Leben
Rankin wuchs bis zu seinem sechsten Lebensjahr in Auckland auf; anschließend zog er mit seiner Familie nach Norfolk in England. Mit elf Jahren entdeckte er seine Liebe zur Schauspielerei bei der örtlichen High School, als er in Bugsy Malone die Rolle der „Leiche“ übernahm und das Stück zusätzlich gesanglich unterstützte. In den folgenden Jahren spielte er in den Schultheaterstücken seiner Northgate High School und außerdem am Dereham Operatic Society Youth Theatre. Er las Ende der 1990er-Jahre ebenfalls die ersten Bände von Harry Potter und war daher sofort interessiert, als er von einem Vorsprechen für junge Schauspieler für den ersten Harry-Potter-Film hörte.
Die Rolle des überehrgeizigen „Percy Weasley“ in der Filmreihe Harry Potter machte Rankin ab dem Jahr 2001 weltweit bekannt, bis 2011 verkörperte er die Figur in insgesamt fünf der acht Filme. Obwohl nur eine Nebenrolle, erwies sich diese für ihn als „lebensverändernd“ und sorgte über Umwege für viele seiner späteren Jobs, wie er 2021 äußerte. Im Fernsehen war Rankin 2005 in der BBC-Produktion The Rotter’s Club als „Waring“ zu sehen, zudem noch 2006 in der Serie Victoria Cross Heroes in der historischen Rolle des Evelyn Henry Wood. Ebenfalls absolvierte er in den 2000er-Jahren einige Bühnenauftritte. Abseits der Harry-Potter-Filmreihe kam er allerdings nur unregelmäßig an Rollen, weshalb er zeitweise als Barkeeper arbeitete. Bereits 2008 gab er in einem Interview an, ein Studium anfangen zu wollen, da ihm die Schauspielerei beruflich zu unsicher sei.
Von 2008 bis 2011 studierte Rankin Medienproduktion an der University of Lincoln. Heute arbeitet er hauptberuflich im Bereich Film- und Fernsehproduktion. In seltenen Fällen tritt er noch als Schauspieler vor die Kamera, so spielte er 2016 Mycroft Holmes in der Sherlock-Holmes-Parodie des Youtube-Kanals Hillywood. Von 2021 bis 2023 begleitete er The Magical Music of Harry Potter, eine europaweite Tournee mit der Filmmusik der Harry-Potter-Filme, als Spezialgast. Ebenfalls ist er als Schauspieler und Regisseur am gemeinnützigen Brecon Little Theatre in Wales aktiv, wo er heute lebt (Stand: November 2021).

## Filmografie (Auswahl)
- 2001: Harry Potter und der Stein der Weisen (Harry Potter and the Philosopher’s Stone)
- 2002: Harry Potter und die Kammer des Schreckens (Harry Potter and the Chamber of Secrets)
- 2004: Harry Potter und der Gefangene von Askaban (Harry Potter and the Prisoner of Azkaban)
- 2005: The Rotter’s Club (Fernseh-Miniserie, 3 Folgen)
- 2006: Victoria Cross Heroes (Fernsehserie, Folge The Empire)
- 2007: Harry Potter und der Orden des Phönix (Harry Potter and the Order of the Phoenix)
- 2008: Ein verhängnisvoller Sommer (The Mysteries of Pittsburgh)
- 2011: Harry Potter und die Heiligtümer des Todes: Teil 2 (Harry Potter and the Deathly Hallows: Part 2)
- 2018: Gracie

## Bühnenauftritte (Auswahl)
- 2002/2003: Hans und die Bohnenranke (Jack and the Beanstalk)
- 2003: A Taste of Honey
- 2003/2004: Schneewittchen und die sieben Zwerge (Snow White & the Seven Dwarfs)
- 2004: Under Milk Wood
- 2004: Hedda Gabler
- 2004/2005: Schneewittchen und die sieben Zwerge (Snow White & the Seven Dwarfs)
- 2005: Salome
- 2005/2006: Dick Whittington
- 2006: Sturmhöhe (Wuthering Heights)
- 2006/2007: Aschenputtel (Cinderella)